# Carolina Crespi

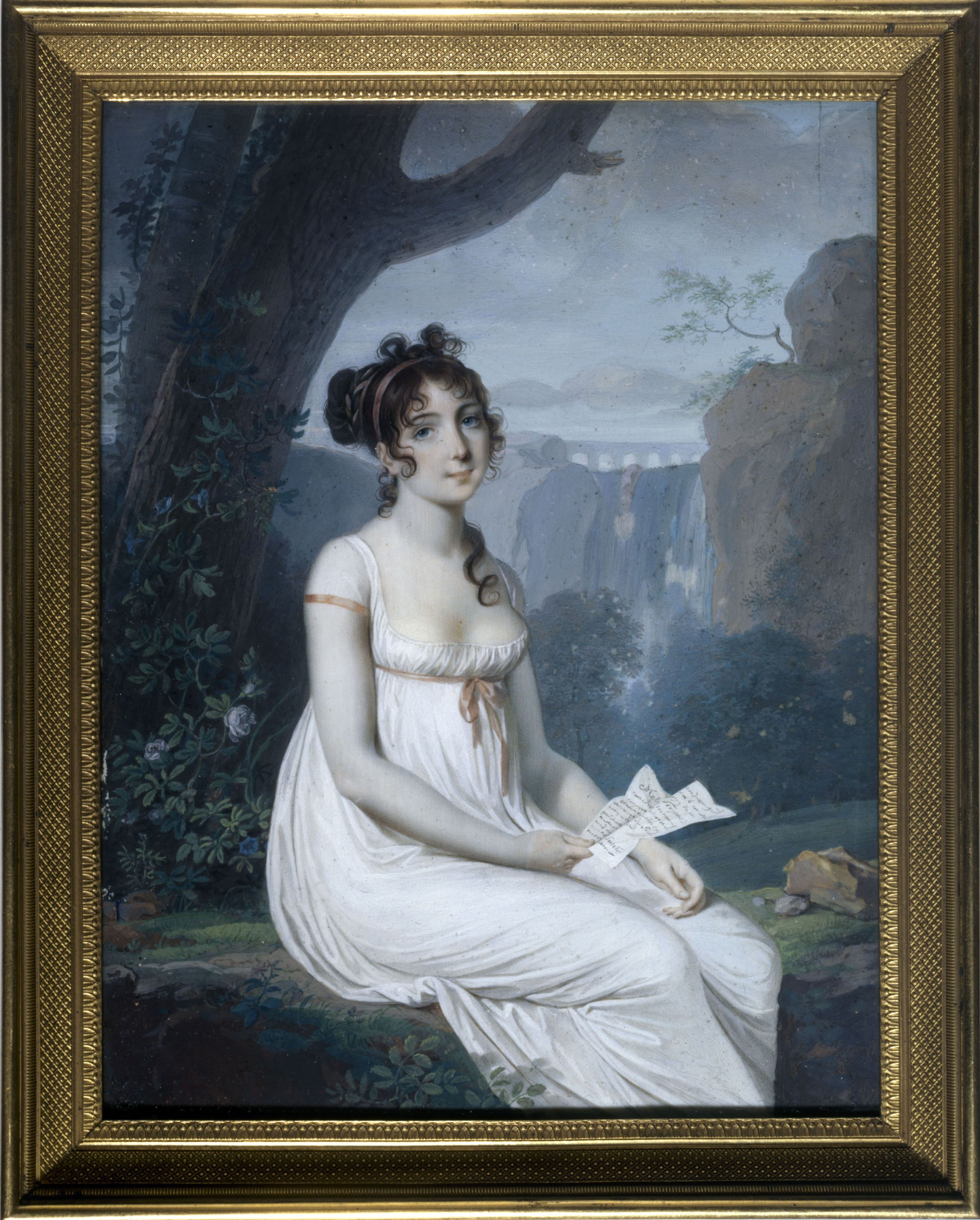
Carolina Crespi por Joseph-Marie Bouton, ~1806

Carolina Crespi (Praga, 1790-Milán, 1842) fue una soprano italiana muy activa en óperas de París y el norte de Italia de 1803 a 1820.

## Biografía
Nació en Praga, donde su madre, la afamada soprano Luigia Prosperi-Crespi (1770–1824) actuaba en el grupo de Domenico Guardasoni. Durante su infancia, acompañó a su madre por toda Europa, y Carolina debutó de niña en Barcelona en 1800 haciendo el papel infantil de Elamir en ‘’Axur, rey de Ormuz’’. Comenzó con papeles como adulta en el Teatro d'Angennes de Turín en 1803 y el Teatro de' Quattro Compadroni de Pavia en 1804.
Entre 1805 y 1808 actuó con su madre en la Comédie Italienne de París, donde conoció al que sería su marido Eliodoro Bianchi y con el que tuvo dos hijos, Giuseppina y Angelo, también cantantes. La pareja se estableció en Italia y actuaron en varios teatros, como el Teatro Grande de Brescia o La Scala de Milán. Se separaron más tarde y fue a vivir con su madre a Milán. Continuó su carrera en el Teatro Regio de Turín ( 1815-1818), el Teatro de Cittadella en Reggio Emilia en 1815, el Teatro Re de Milán en 1817 y el Teatro della Concordia de Cremona en 1819. Se sabe poco de lo que hizo más tarde, el musicólogo Alan Walker la identificó como "Madame Bianchi" en un concierto de Varsovia de 1825, donde también actuaba un  Chopin de quince años.
Fétis definió a la Crespi como la « primera prima donna cuya belleza era superior a su talento »,  aunque también tuvo críticas positivas como las de Fioravanti, quien aseguró «el comportamiento encantador de esta nueva actriz, su belleza, su voz clara, sonora, ágil y su actuación cómica sin banalidad han creado una agradable sorpresa en la audiencia».